# 2010-es U19-es labdarúgó-Európa-bajnokság (selejtezők)
A 2010-es U19-es labdarúgó-Európa-bajnokság selejtezői az UEFA által rendezett kilencedik U19-es labdarúgó-Európa-bajnokság selejtezői, melyet 52 nemzet válogatottjai között játszottak. Az végső, elit körbe a 13 négycsapatos csoport első két helyezettje, valamint a legjobb két harmadik helyezettje jutott. A selejtezőket 2009. szeptember 1. és november 30. között rendezték. A rendező Franciaország korosztályos válogatottja automatikusan döntőbe jutott.
Az egyes csoportok mini tornát játszottak a helyezések eldöntéséért, az egyik kiválasztott házigazda országában.

## Selejtező csoportok

### 1-es csoport
| Csapat      | M | Gy | D | V | Rg | Kg | Gk | P |
| ----------- | - | -- | - | - | -- | -- | -- | - |
| Írország    | 0 | 0  | 0 | 0 | 0  | 0  | 0  | 0 |
| Olaszország | 0 | 0  | 0 | 0 | 0  | 0  | 0  | 0 |
| San Marino  | 0 | 0  | 0 | 0 | 0  | 0  | 0  | 0 |
| Albánia     | 0 | 0  | 0 | 0 | 0  | 0  | 0  | 0 |

| 2009. november 13. | Olaszország | ' | Albánia | · Játékvezető: Szabó Sándor Magyarország |
| 2009. november 13. |             |   |         | · Játékvezető: Szabó Sándor Magyarország |

| 2009. november 13. | Írország | ' | San Marino | · Játékvezető: Maxim Layushkin Oroszország |
| 2009. november 13. |          |   |            | · Játékvezető: Maxim Layushkin Oroszország |

| 2009. november 15. | Írország | ' | Albánia | · Játékvezető: Szabó Sándor Magyarország |
| 2009. november 15. |          |   |         | · Játékvezető: Szabó Sándor Magyarország |

| 2009. november 15. | San Marino | – | Olaszország | · Játékvezető: Gediminas Mazeika Litvánia |
| 2009. november 15. |            |   |             | · Játékvezető: Gediminas Mazeika Litvánia |

| 2009. november 18. | Olaszország | – | Írország | · Játékvezető: Maxim Layushkin Oroszország |
| 2009. november 18. |             |   |          | · Játékvezető: Maxim Layushkin Oroszország |

| 2009. november 18. | Albánia | – | San Marino | · Játékvezető: Gediminas Mazeika Litvánia |
| 2009. november 18. |         |   |            | · Játékvezető: Gediminas Mazeika Litvánia |

### 2-es csoport
| Csapat     | M | Gy | D | V | Rg | Kg | Gk | P |
| ---------- | - | -- | - | - | -- | -- | -- | - |
| Anglia     | 3 | 3  | 0 | 0 | 8  | 2  | +6 | 9 |
| Szlovákia  | 3 | 2  | 0 | 1 | 5  | 2  | +3 | 6 |
| Finnország | 3 | 1  | 0 | 2 | 3  | 7  | -4 | 3 |
| Szlovénia  | 3 | 0  | 0 | 3 | 1  | 6  | -5 | 0 |

| 2009. október 9. | Szlovákia | 1 – 0       | Szlovénia | Sportni park Lendava, Lendava · Játékvezető: Gerhard Grobelnik Ausztria |
| 2009. október 9. | Guba 31'  | Jegyzőkönyv |           | Sportni park Lendava, Lendava · Játékvezető: Gerhard Grobelnik Ausztria |

| 2009. október 9. | Anglia                                 | 3 – 1       | Finnország | Fazanerija, Muraszombat · Játékvezető: Hüseyin Göcek Törökország |
| 2009. október 9. | Delfouneso 5' Mellis 16' Parrett 90+2' | Jegyzőkönyv | 34' Riski  | Fazanerija, Muraszombat · Játékvezető: Hüseyin Göcek Törökország |

| 2009. október 11. | Szlovákia                                    | 4 – 0       | Finnország | Sportni park Lendava, Lendava · Játékvezető: Hüseyin Göcek Törökország |
| 2009. október 11. | Vavrik 6' Slančík 69' Považanec 75' Guba 76' | Jegyzőkönyv |            | Sportni park Lendava, Lendava · Játékvezető: Hüseyin Göcek Törökország |

| 2009. október 11. | Szlovénia    | 1 – 3       | Anglia                                      | Fazanerija, Muraszombat · Játékvezető: Albert Toussaint Luxemburg |
| 2009. október 11. | Vrhunc 90+3' | Jegyzőkönyv | 41' Donaldson 64' Mellis 80' (11-es) Deacon | Fazanerija, Muraszombat · Játékvezető: Albert Toussaint Luxemburg |

| 2009. október 14. | Anglia                 | 2 – 0       | Szlovákia | Sportni park Lendava, Lendava · Játékvezető: Gerhard Grobelnik Ausztria |
| 2009. október 14. | Mason 64' Mellis 90+3' | Jegyzőkönyv |           | Sportni park Lendava, Lendava · Játékvezető: Gerhard Grobelnik Ausztria |

| 2009. október 14. | Finnország                  | 2 – 0       | Szlovénia | Fazanerija, Muraszombat · Játékvezető: Albert Toussaint Luxemburg |
| 2009. október 14. | Riski 24' (11-es) Westö 86' | Jegyzőkönyv |           | Fazanerija, Muraszombat · Játékvezető: Albert Toussaint Luxemburg |

### 3-as csoport
| Csapat      | M | Gy | D | V | Rg | Kg | Gk | P |
| ----------- | - | -- | - | - | -- | -- | -- | - |
| Törökország | 3 | 2  | 1 | 0 | 4  | 2  | 2  | 7 |
| Németország | 3 | 2  | 0 | 1 | 9  | 2  | 7  | 6 |
| Moldova     | 3 | 1  | 0 | 2 | 2  | 7  | -5 | 3 |
| Luxemburg   | 3 | 0  | 1 | 2 | 2  | 6  | -4 | 1 |

| 2009. október 7. | Törökország      | 1 – 0       | Moldova | Stade Rodange, Rodange · Játékvezető: Stuart Attwell Anglia |
| 2009. október 7. | Karakullukcu 66' | Jegyzőkönyv |         | Stade Rodange, Rodange · Játékvezető: Stuart Attwell Anglia |

| 2009. október 7. | Németország                               | 3 – 0       | Luxemburg | Stade Alphonse Theis, Hesperange · Játékvezető: Lars Christoffersen Dánia |
| 2009. október 7. | Terrazzino 44' Terrazzino 49' Clemens 78' | Jegyzőkönyv |           | Stade Alphonse Theis, Hesperange · Játékvezető: Lars Christoffersen Dánia |

| 2009. október 9. | Moldova | 0 – 5       | Németország                                             | Stade Alphonse Theis, Hesperange · Játékvezető: Nikola Dabanovic Montenegró |
| 2009. október 9. |         | Jegyzőkönyv | 8' Tosun 13' Tosun 40' Kroos 62' Terrazzino 62' Clemens | Stade Alphonse Theis, Hesperange · Játékvezető: Nikola Dabanovic Montenegró |

| 2009. október 9. | Törökország | 1 – 1       | Luxemburg         | Stade Rodange, Rodange · Játékvezető: Lars Christoffersen Dánia |
| 2009. október 9. | Helvacı 59' | Jegyzőkönyv | 90+2' R. De Sousa | Stade Rodange, Rodange · Játékvezető: Lars Christoffersen Dánia |

| 2009. október 12. | Németország | 1 – 2       | Törökország           | Stade Josy Barthel, Luxembourg · Játékvezető: Stuart Attwell Anglia |
| 2009. október 12. | Tosun 87'   | Jegyzőkönyv | 31' Odabasi 46' Ergen | Stade Josy Barthel, Luxembourg · Játékvezető: Stuart Attwell Anglia |

| 2009. október 12. | Luxemburg       | 1 – 2       | Moldova                     | Op Biirk, Mensdorf · Játékvezető: Nikola Dabanovic Montenegró |
| 2009. október 12. | R. De Sousa 67' | Jegyzőkönyv | 22' Onofrei 80' Golubovschi | Op Biirk, Mensdorf · Játékvezető: Nikola Dabanovic Montenegró |

### 4-es csoport
| Csapat       | M | Gy | D | V | Rg | Kg | Gk | P |
| ------------ | - | -- | - | - | -- | -- | -- | - |
| Horvátország | 3 | 3  | 0 | 0 | 6  | 1  | +5 | 9 |
| Svájc        | 3 | 2  | 0 | 1 | 10 | 1  | +9 | 6 |
| Litvánia     | 3 | 1  | 0 | 2 | 3  | 8  | -5 | 3 |
| Észtország   | 3 | 0  | 0 | 3 | 1  | 10 | -9 | 0 |

| 2009. szeptember 23. | Svájc                                                            | 5 – 0       | Litvánia | Marijampole Stadium, Marijampole · Játékvezető: Libor Kovarik Csehország |
| 2009. szeptember 23. | Aratore 44' Shaqiri 71' Shaqiri 79' Mehmedi 89' Mihajlovic 90+3' | Jegyzőkönyv |          | Marijampole Stadium, Marijampole · Játékvezető: Libor Kovarik Csehország |

| 2009. szeptember 23. | Horvátország                                    | 3 – 0       | Észtország | Suduva Stadium, Marijampole · Játékvezető: Arman Amirkhanyan Örményország |
| 2009. szeptember 23. | Adrijašević 7' (11-es) Maglica 18' Ivanović 69' | Jegyzőkönyv |            | Suduva Stadium, Marijampole · Játékvezető: Arman Amirkhanyan Örményország |

| 2009. szeptember 25. | Svájc                                                         | 5 – 0       | Észtország | Suduva Stadium, Marijampolė · Játékvezető: Arman Amirkhanyan Örményország |
| 2009. szeptember 25. | Pasche 3' Mehmedi 25' (11-es) Zuber 69' Zuber 75' Shaqiri 88' | Jegyzőkönyv |            | Suduva Stadium, Marijampolė · Játékvezető: Arman Amirkhanyan Örményország |

| 2009. szeptember 25. | Litvánia    | 1 – 2       | Horvátország                 | Marijampole Stadium, Marijampole · Játékvezető: Richard Liesveld Hollandia |
| 2009. szeptember 25. | Solomin 26' | Jegyzőkönyv | 74' Adrijašević 80' Ivanović | Marijampole Stadium, Marijampole · Játékvezető: Richard Liesveld Hollandia |

| 2009. szeptember 28. | Horvátország | 1 – 0       | Svájc | Suduva Stadium, Marijampole · Játékvezető: Richard Liesveld Hollandia |
| 2009. szeptember 28. | Maglica 33'  | Jegyzőkönyv |       | Suduva Stadium, Marijampole · Játékvezető: Richard Liesveld Hollandia |

| 2009. szeptember 28. | Észtország | 1 – 2       | Litvánia                | Marijampole Stadium, Marijampole · Játékvezető: Libor Kovarik Csehország |
| 2009. szeptember 28. | Teino 83'  | Jegyzőkönyv | 49' Lukošius 75' Biskys | Marijampole Stadium, Marijampole · Játékvezető: Libor Kovarik Csehország |

### 5-ös csoport
| Csapat           | M | Gy | D | V | Rg | Kg | Gk | P |
| ---------------- | - | -- | - | - | -- | -- | -- | - |
| Szerbia          | 3 | 3  | 0 | 0 | 8  | 0  | +8 | 9 |
| Görögország      | 3 | 2  | 0 | 1 | 3  | 1  | +2 | 6 |
| Feröer           | 3 | 0  | 1 | 2 | 0  | 4  | -4 | 1 |
| Fehéroroszország | 3 | 0  | 1 | 2 | 0  | 6  | -6 | 1 |

| 2009. október 6. | Görögország                      | 2 – 0       | Feröer | Stadion FK Jagodina, Jagodina · Játékvezető: Vladimir Vnuk Szlovákia |
| 2009. október 6. | Vasiliou 56' (11-es) Simosis 77' | Jegyzőkönyv |        | Stadion FK Jagodina, Jagodina · Játékvezető: Vladimir Vnuk Szlovákia |

| 2009. október 6. | Szerbia                                                              | 5 – 0       | Fehéroroszország | Cika Daca Stadium, Kragujevac · Játékvezető: Alan Muir Skócia |
| 2009. október 6. | Miljkovic 36' Đuričić 47' Scepovic 67' (pen.) Marković 75' Brkić 90' | Jegyzőkönyv |                  | Cika Daca Stadium, Kragujevac · Játékvezető: Alan Muir Skócia |

| 2009. október 8. | Görögország  | 1 – 0       | Fehéroroszország | Cika Daca Stadium, Kragujevac · Játékvezető: Pol van Boekel Hollandia |
| 2009. október 8. | Karelis 59.' | Jegyzőkönyv |                  | Cika Daca Stadium, Kragujevac · Játékvezető: Pol van Boekel Hollandia |

| 2009. október 8. | Feröer | 0 – 2       | Szerbia                          | Stadion FK Jagodina, Jagodina · Játékvezető: Vladimir Vnuk Szlovákia |
| 2009. október 8. |        | Jegyzőkönyv | 30' Scepovic 42' (11-es)Scepovic | Stadion FK Jagodina, Jagodina · Játékvezető: Vladimir Vnuk Szlovákia |

| 2009. október 11. | Szerbia      | 1 – 0       | Görögország | Cika Daca Stadium, Kragujevac · Játékvezető: Pol van Boekel Hollandia |
| 2009. október 11. | Scepovic 45' | Jegyzőkönyv |             | Cika Daca Stadium, Kragujevac · Játékvezető: Pol van Boekel Hollandia |

| 2009. október 11. | Fehéroroszország | 0 – 0 | Feröer | Stadion FK Jagodina, Jagodina · Játékvezető: Danilo Mihajlovic Szerbia |
| 2009. október 11. | Jegyzőkönyv      |       |        | Stadion FK Jagodina, Jagodina · Játékvezető: Danilo Mihajlovic Szerbia |

### 6-os csoport
| Csapat       | M | Gy | D | V | Rg | Kg | Gk  | P |
| ------------ | - | -- | - | - | -- | -- | --- | - |
| Skócia       | 3 | 2  | 0 | 1 | 9  | 2  | +7  | 6 |
| Románia      | 3 | 2  | 0 | 1 | 5  | 3  | +2  | 6 |
| Ausztria     | 3 | 2  | 0 | 1 | 6  | 5  | +1  | 6 |
| Örményország | 3 | 0  | 0 | 3 | 2  | 12 | -10 | 0 |

| 2009. október 10. | Skócia                            | 3 – 0       | Románia | Jacques Lemans Arena, Sankt Veit an der Glan · Játékvezető: Vladislav Bezborodov Oroszország |
| 2009. október 10. | McHugh 19' Campbell 21' Inman 81' | Jegyzőkönyv |         | Jacques Lemans Arena, Sankt Veit an der Glan · Játékvezető: Vladislav Bezborodov Oroszország |

| 2009. október 10. | Ausztria                                                          | 5 – 1       | Örményország | Wigo-Haus Arena, Feldkirchen · Játékvezető: Anders Hermansen Dánia |
| 2009. október 10. | Klem 90+3' Schimpelsberger 32' Huspek 62' Klem 90+3' Huspek 90+5' | Jegyzőkönyv | Badalyan 53' | Wigo-Haus Arena, Feldkirchen · Játékvezető: Anders Hermansen Dánia |

| 2009. október 12. | Örményország  | 1 – 6       | Skócia                                                            | Wigo-Haus Arena, Feldkirchen · Játékvezető: Anders Hermansen Dánia |
| 2009. október 12. | Stepanyan 59' | Jegyzőkönyv | 12' Inman 17' Forrest 26' Forrest 71' McHugh 71' Burns 71' Wilson | Wigo-Haus Arena, Feldkirchen · Játékvezető: Anders Hermansen Dánia |

| 2009. október 12. | Ausztria | 0 – 4       | Románia                                    | Jacques Lemans Arena, Sankt Veit an der Glan · Játékvezető: Alan Black Észak-Írország |
| 2009. október 12. |          | Jegyzőkönyv | 21' Albu 23' Alibec 48' Tucudean 86' Matei | Jacques Lemans Arena, Sankt Veit an der Glan · Játékvezető: Alan Black Észak-Írország |

| 2009. október 15. | Skócia | 0 – 1       | Ausztria | Jacques Lemans Arena, Sankt Veit an der Glan · Játékvezető: Vladislav Bezborodov Oroszország |
| 2009. október 15. |        | Jegyzőkönyv | 83' Klem | Jacques Lemans Arena, Sankt Veit an der Glan · Játékvezető: Vladislav Bezborodov Oroszország |

| 2009. október 15. | Románia           | 1 – 0       | Örményország | Villach-Lind, Villach · Játékvezető: Alan Black Észak-Írország |
| 2009. október 15. | Stoian 13' (pen.) | Jegyzőkönyv |              | Villach-Lind, Villach · Játékvezető: Alan Black Észak-Írország |

### 7-es csoport
| Csapat              | M | Gy | D | V | Rg | Kg | Gk | P |
| ------------------- | - | -- | - | - | -- | -- | -- | - |
| Bosznia-Hercegovina | 3 | 2  | 0 | 1 | 3  | 5  | -2 | 6 |
| Észak-Írország      | 3 | 1  | 2 | 0 | 5  | 1  | +4 | 5 |
| Izland              | 3 | 1  | 1 | 1 | 3  | 3  | 0  | 4 |
| Bulgária            | 3 | 0  | 1 | 2 | 4  | 6  | -2 | 1 |

| 2009. október 7. | Bulgária     | 1 – 1       | Észak-Írország | Grbavica Stadium, Szarajevó · Játékvezető: Tom Harald Hagen Norvégia |
| 2009. október 7. | Adzhov 90+2' | Jegyzőkönyv | 62' Ferguson   | Grbavica Stadium, Szarajevó · Játékvezető: Tom Harald Hagen Norvégia |

| 2009. október 7. | Izland | 0 – 1       | Bosznia-Hercegovina | Asim Ferhatović Hase Stadium, Szarajevó · Játékvezető: Radek Prihoda Csehország |
| 2009. október 7. |        | Jegyzőkönyv | 21' Nuhić           | Asim Ferhatović Hase Stadium, Szarajevó · Játékvezető: Radek Prihoda Csehország |

| 2009. október 9. | Bulgária    | 1 – 2       | Bosznia-Hercegovina   | Asim Ferhatović Hase Stadium, Szarajevó · Játékvezető: Radek Prihoda Csehország |
| 2009. október 9. | Atanasov 2' | Jegyzőkönyv | 15' Pandža 87' Hadžić | Asim Ferhatović Hase Stadium, Szarajevó · Játékvezető: Radek Prihoda Csehország |

| 2009. október 9. | Észak-Írország | 0 – 0 | Izland | Grbavica Stadium, Szarajevó · Játékvezető: Carlos Miguel Taborda Xistra Portugália |
| 2009. október 9. | Jegyzőkönyv    |       |        | Grbavica Stadium, Szarajevó · Játékvezető: Carlos Miguel Taborda Xistra Portugália |

| 2009. október 12. | Izland                                 | 3 – 2       | Bulgária                 | Grbavica Stadium, Szarajevó · Játékvezető: Carlos Miguel Taborda Xistra Portugália |
| 2009. október 12. | G. Magnússon 23' Faye 53' Geirsson 81' | Jegyzőkönyv | 18' Bengyuzov 40' Paskov | Grbavica Stadium, Szarajevó · Játékvezető: Carlos Miguel Taborda Xistra Portugália |

| 2009. október 12. | Bosznia-Hercegovina | 0 – 4       | Észak-Írország                                     | Asim Ferhatović Hase Stadium, Szarajevó · Játékvezető: Tom Harald Hagen Norvégia |
| 2009. október 12. |                     | Jegyzőkönyv | 16' Boyce 19' Duffy 49' (11-es) Duffy 62' Ferguson | Asim Ferhatović Hase Stadium, Szarajevó · Játékvezető: Tom Harald Hagen Norvégia |

### 8-as csoport
| Csapat          | M | Gy | D | V | Rg | Kg | Gk | P |
| --------------- | - | -- | - | - | -- | -- | -- | - |
| Portugália      | 0 | 0  | 0 | 0 | 0  | 0  | 0  | 0 |
| Spanyolország   | 0 | 0  | 0 | 0 | 0  | 0  | 0  | 0 |
| Wales           | 0 | 0  | 0 | 0 | 0  | 0  | 0  | 0 |
| Észak-Macedónia | 0 | 0  | 0 | 0 | 0  | 0  | 0  | 0 |

| 2009. november 3. | Portugália | – | Wales | Luis Suner Pico, Alzira · Játékvezető: Augustus Viorel Constantin Románia |
| 2009. november 3. |            |   |       | Luis Suner Pico, Alzira · Játékvezető: Augustus Viorel Constantin Románia |

| 2009. november 3. | Spanyolország | – | Észak-Macedónia | La Forana, Alginet · Játékvezető: Tero Nieminen Finnország |
| 2009. november 3. |               |   |                 | La Forana, Alginet · Játékvezető: Tero Nieminen Finnország |

| 2009. november 5. | Portugália | – | Észak-Macedónia | La Forana, Alginet · Játékvezető: Tero Nieminen Finnország |
| 2009. november 5. |            |   |                 | La Forana, Alginet · Játékvezető: Tero Nieminen Finnország |

| 2009. november 5. | Wales | – | Spanyolország | La Forana, Alginet · Játékvezető: Luca Banti Olaszország |
| 2009. november 5. |       |   |               | La Forana, Alginet · Játékvezető: Luca Banti Olaszország |

| 2009. november 8. | Spanyolország | – | Portugália | Luis Suner Pico, Alzira · Játékvezető: Luca Banti Olaszország |
| 2009. november 8. |               |   |            | Luis Suner Pico, Alzira · Játékvezető: Luca Banti Olaszország |

| 2009. november 8. | Észak-Macedónia | – | Wales | La Forana, Alginet · Játékvezető: Augustus Viorel Constantin Románia |
| 2009. november 8. |                 |   |       | La Forana, Alginet · Játékvezető: Augustus Viorel Constantin Románia |

### 9-es csoport
| Csapat        | M | Gy | D | V | Rg | Kg | Gk  | P |
| ------------- | - | -- | - | - | -- | -- | --- | - |
| Oroszország   | 3 | 2  | 1 | 0 | 9  | 2  | +7  | 7 |
| Magyarország  | 3 | 2  | 0 | 1 | 10 | 3  | +7  | 6 |
| Lettország    | 3 | 1  | 1 | 1 | 6  | 6  | 0   | 4 |
| Liechtenstein | 3 | 0  | 0 | 3 | 0  | 14 | -14 | 0 |

| 2009. október 23. | Oroszország      | 1 – 1       | Lettország    | Tiszaújváros Stadion, Tiszaújváros · Játékvezető: Vassilios Pamporidis Görögország |
| 2009. október 23. | Logua 21' (pen.) | Jegyzőkönyv | 3' Karasausks | Tiszaújváros Stadion, Tiszaújváros · Játékvezető: Vassilios Pamporidis Görögország |

| 2009. október 23. | Magyarország                      | 4 – 0       | Liechtenstein   | Városi, Nyíregyháza · Játékvezető: Stanislav Todorov Bulgária |
| 2009. október 23. | Skriba 58' Márkus 61' Simon 90+3' | Jegyzőkönyv | 88' (öngól) Gür | Városi, Nyíregyháza · Játékvezető: Stanislav Todorov Bulgária |

| 2009. október 25. | Liechtenstein | 0 – 6       | Oroszország                                                                   | Tiszaújváros Stadion, Tiszaújváros · Játékvezető: Stanislav Todorov Bulgária |
| 2009. október 25. |               | Jegyzőkönyv | 9' Stolyarenko 20' Bashkirov 51' Logua 59' Zhestokov 76' Pliyev 90+3' Matyash | Tiszaújváros Stadion, Tiszaújváros · Játékvezető: Stanislav Todorov Bulgária |

| 2009. október 25. | Magyarország                                                 | 5 - 1       | Lettország | Városi, Nyíregyháza · Játékvezető: Olivier Thual Franciaország |
| 2009. október 25. | Márkus 6' Márkus 18' Tischler 25' Laczkovich 44' Simon 90+3' | Jegyzőkönyv | 3' Zjuzins | Városi, Nyíregyháza · Játékvezető: Olivier Thual Franciaország |

| 2009. október 28. | Oroszország                | 2 - 1       | Magyarország  | Városi, Nyíregyháza · Játékvezető: Olivier Thual Franciaország |
| 2009. október 28. | Logua 56' Nagy 27' (öngól) | Jegyzőkönyv | 90+2' Stieber | Városi, Nyíregyháza · Játékvezető: Olivier Thual Franciaország |

| 2009. október 28. | Lettország                                                | 4 - 0       | Liechtenstein | Tiszaújváros Stadion, Tiszaújváros · Játékvezető: Vassilios Pamporidis Görögország |
| 2009. október 28. | Ignatans 10' Zjuzins 16' Zjuzins 37' Ignatans 55' (11-es) | Jegyzőkönyv |               | Tiszaújváros Stadion, Tiszaújváros · Játékvezető: Vassilios Pamporidis Görögország |

### 10-es csoport
| Csapat     | M | Gy | D | V | Rg | Kg | Gk | P |
| ---------- | - | -- | - | - | -- | -- | -- | - |
| Hollandia  | 0 | 0  | 0 | 0 | 0  | 0  | 0  | 0 |
| Csehország | 0 | 0  | 0 | 0 | 0  | 0  | 0  | 0 |
| Málta      | 0 | 0  | 0 | 0 | 0  | 0  | 0  | 0 |
| Ciprus     | 0 | 0  | 0 | 0 | 0  | 0  | 0  | 0 |

| 2009. november 12. | Hollandia | – | Málta | Centenary Stadium, Ta' Qali · Játékvezető: Adrian Mccourt Észak-Írország |
| 2009. november 12. |           |   |       | Centenary Stadium, Ta' Qali · Játékvezető: Adrian Mccourt Észak-Írország |

| 2009. november 12. | Csehország | – | Ciprus | Centenary Stadium, Ta' Qali · Játékvezető: Michael Lerjeus Svédország |
| 2009. november 12. |            |   |        | Centenary Stadium, Ta' Qali · Játékvezető: Michael Lerjeus Svédország |

| 2009. november 14. | Hollandia | – | Ciprus | Centenary Stadium, Ta' Qali · Játékvezető: Milorad Mažic Szerbia |
| 2009. november 14. |           |   |        | Centenary Stadium, Ta' Qali · Játékvezető: Milorad Mažic Szerbia |

| 2009. november 14. | Málta | – | Csehország | Centenary Stadium, Ta' Qali · Játékvezető: Adrian Mccourt Észak-Írország |
| 2009. november 14. |       |   |            | Centenary Stadium, Ta' Qali · Játékvezető: Adrian Mccourt Észak-Írország |

| 2009. november 17. | Csehország | – | Hollandia | Hibernians Ground, Paola · Játékvezető: Michael Lerjeus Svédország |
| 2009. november 17. |            |   |           | Hibernians Ground, Paola · Játékvezető: Michael Lerjeus Svédország |

| 2009. november 17. | Ciprus | – | Málta | Centenary Stadium, Ta' Qali · Játékvezető: Milorad Mažic Szerbia |
| 2009. november 17. |        |   |       | Centenary Stadium, Ta' Qali · Játékvezető: Milorad Mažic Szerbia |

### 11-es csoport
| Csapat     | M | Gy | D | V | Rg | Kg | Gk | P |
| ---------- | - | -- | - | - | -- | -- | -- | - |
| Norvégia   | 0 | 0  | 0 | 0 | 0  | 0  | 0  | 0 |
| Belgium    | 0 | 0  | 0 | 0 | 0  | 0  | 0  | 0 |
| Kazahsztán | 0 | 0  | 0 | 0 | 0  | 0  | 0  | 0 |
| Andorra    | 0 | 0  | 0 | 0 | 0  | 0  | 0  | 0 |

| 2009. november 13. | Norvégia | – | Kazahsztán | Puyenbeke Stadion, Sint-Niklaas · Játékvezető: Pawel Gil Lengyelország |
| 2009. november 13. |          |   |            | Puyenbeke Stadion, Sint-Niklaas · Játékvezető: Pawel Gil Lengyelország |

| 2009. november 13. | Belgium | – | Andorra | Gemeentelijk Stadion, Hamme · Játékvezető: Lasha Silagava Grúzia |
| 2009. november 13. |         |   |         | Gemeentelijk Stadion, Hamme · Játékvezető: Lasha Silagava Grúzia |

| 2009. november 15. | Norvégia | – | Andorra | Gemeentelijk Stadion, Hamme · Játékvezető: Lasha Silagava Grúzia |
| 2009. november 15. |          |   |         | Gemeentelijk Stadion, Hamme · Játékvezető: Lasha Silagava Grúzia |

| 2009. november 15. | Kazahsztán | – | Belgium | Freethiel Stadion, Beveren · Játékvezető: Ante Vucemilovic-simunovic (jr.) Horvátország |
| 2009. november 15. |            |   |         | Freethiel Stadion, Beveren · Játékvezető: Ante Vucemilovic-simunovic (jr.) Horvátország |

| 2009. november 18. | Belgium | – | Norvégia | Puyenbeke Stadion, Sint-Niklaas · Játékvezető: Pawel Gil Lengyelország |
| 2009. november 18. |         |   |          | Puyenbeke Stadion, Sint-Niklaas · Játékvezető: Pawel Gil Lengyelország |

| 2009. november 18. | Andorra | – | Kazahsztán | Freethiel Stadion, Beveren · Játékvezető: Ante Vucemilovic-simunovic (jr.) Horvátország |
| 2009. november 18. |         |   |            | Freethiel Stadion, Beveren · Játékvezető: Ante Vucemilovic-simunovic (jr.) Horvátország |

### 12-es csoport
| Csapat     | M | Gy | D | V | Rg | Kg | Gk | P |
| ---------- | - | -- | - | - | -- | -- | -- | - |
| Ukrajna    | 3 | 2  | 1 | 0 | 3  | 1  | +2 | 7 |
| Montenegró | 3 | 0  | 3 | 0 | 2  | 2  | 0  | 3 |
| Grúzia     | 3 | 0  | 2 | 1 | 1  | 2  | -1 | 2 |
| Svédország | 3 | 0  | 2 | 1 | 0  | 1  | -1 | 2 |

| 2009. október 9. | Svédország | 0 – 0 | Montenegró | Starke Arvid Arena, Ljungskile · Játékvezető: Simon Lee Evans Wales |
| 2009. október 9. | Report     |       |            | Starke Arvid Arena, Ljungskile · Játékvezető: Simon Lee Evans Wales |

| 2009. október 9. | Ukrajna         | 1 – 0  | Grúzia | Edsborgs IP, Trollhättan · Játékvezető: Jérome Efong Nzolo Belgium |
| 2009. október 9. | Parcvanyija 67' | Report |        | Edsborgs IP, Trollhättan · Játékvezető: Jérome Efong Nzolo Belgium |

| 2009. október 11. | Svédország | 0 – 0 | Grúzia | Edsborgs IP, Trollhättan · Játékvezető: Jérome Efong Nzolo Belgium |
| 2009. október 11. | Report     |       |        | Edsborgs IP, Trollhättan · Játékvezető: Jérome Efong Nzolo Belgium |

| 2009. október 11. | Montenegró  | 1 – 1  | Ukrajna    | Rimnersvallen, Uddevalla · Játékvezető: Ovidiu Alin Hategan Románia |
| 2009. október 11. | Vesović 86' | Report | 50' Zadoya | Rimnersvallen, Uddevalla · Játékvezető: Ovidiu Alin Hategan Románia |

| 2009. október 14. | Ukrajna    | 1 – 0  | Svédország | Rimnersvallen, Uddevalla · Játékvezető: Ovidiu Alin Hategan Románia |
| 2009. október 14. | Pavlov 73' | Report |            | Rimnersvallen, Uddevalla · Játékvezető: Ovidiu Alin Hategan Románia |

| 2009. október 14. | Grúzia       | 1 – 1  | Montenegró   | Starke Arvid Arena, Ljungskile · Játékvezető: Simon Lee Evans Wales |
| 2009. október 14. | Ananidze 32' | Report | 18' Denković | Starke Arvid Arena, Ljungskile · Játékvezető: Simon Lee Evans Wales |

### 13-as csoport
| Csapat        | M | Gy | D | V | Rg | Kg | Gk | P |
| ------------- | - | -- | - | - | -- | -- | -- | - |
| Dánia         | 3 | 2  | 0 | 1 | 5  | 2  | +3 | 6 |
| Azerbajdzsán  | 3 | 2  | 0 | 1 | 5  | 4  | +1 | 6 |
| Lengyelország | 3 | 1  | 1 | 1 | 4  | 4  | 0  | 4 |
| Izrael        | 3 | 0  | 1 | 2 | 1  | 5  | -4 | 1 |

| 2009. október 9. | Lengyelország              | 2 – 1  | Dánia       | Levita Stadium, Kfar Saba · Játékvezető: Fernando Teixeira Vitienes Spanyolország |
| 2009. október 9. | Jonczyk 10' Kucharczyk 62' | Report | 39' Delaney | Levita Stadium, Kfar Saba · Játékvezető: Fernando Teixeira Vitienes Spanyolország |

| 2009. október 9. | Izrael | 0 – 3  | Azerbajdzsán                           | Ness Ziona Stadium, Nesz-Cijóna · Játékvezető: Hristo Ristoskov Bulgária |
| 2009. október 9. |        | Report | 20' Hasanov 30' Isgandarov 84' Hasanov | Ness Ziona Stadium, Nesz-Cijóna · Játékvezető: Hristo Ristoskov Bulgária |

| 2009. október 11. | Lengyelország  | 1 – 2  | Azerbajdzsán               | Levita Stadium, Kfar Saba · Játékvezető: Hristo Ristoskov Bulgária |
| 2009. október 11. | Kucharczyk 62' | Report | 40' Abdullayev 82' Seyidov | Levita Stadium, Kfar Saba · Játékvezető: Hristo Ristoskov Bulgária |

| 2009. október 11. | Dánia            | 1 – 0  | Izrael | Ness Ziona Stadium, Nesz-Cijóna · Játékvezető: Mihálisz Kukulákisz Görögország |
| 2009. október 11. | N. Jørgensen 90' | Report |        | Ness Ziona Stadium, Nesz-Cijóna · Játékvezető: Mihálisz Kukulákisz Görögország |

| 2009. október 14. | Izrael   | 1 – 1  | Lengyelország | Ness Ziona Stadium, Nesz-Cijóna · Játékvezető: Fernando Teixeira Vitienes Spanyolország |
| 2009. október 14. | Levi 41' | Report | Holota 24'    | Ness Ziona Stadium, Nesz-Cijóna · Játékvezető: Fernando Teixeira Vitienes Spanyolország |

| 2009. október 14. | Azerbajdzsán | 0 – 3  | Dánia                                                          | Levita Stadium, Kfar Saba · Játékvezető: Mihálisz Kukulákisz Görögország |
| 2009. október 14. |              | Report | 27' (11-es) Stryger Larsen 39' Stryger Larsen 79' N. Jørgensen | Levita Stadium, Kfar Saba · Játékvezető: Mihálisz Kukulákisz Görögország |

## Góllövőlista
| 4 gólos - Szerbia Marko Scepovic 3 gólos - Angola Jacob Mellis - Ausztria Christian Klem - Magyarország Márkus Gábor - Németország Marco Terrazzino - Németország Cenk Tosun - Lettország Arturs Zjuzins - Oroszország Irakli Logua - Svájc Xherdan Shaqiri 2 gólos - Azerbajdzsán Orkhan Hasanov - Ausztria Philipp Huspek - Dánia Nicolai Jørgensen - Észak-Írország Shane Duffy - Észak-Írország Shane Ferguson - Finnország Roope Riski - Horvátország Franko Adrijašević - Horvátország Mato Ivanovic - Horvátország Anton Maglica - Németország Christian Clemens | 2 gólos (folytatás) - Magyarország Simon Krisztián - Lettország Visvaldis Ignatans - Lengyelország Michal Kucharczyk - Skócia Archie Campbell - Skócia Bradden Inman - Skócia Robert McHugh - Szlovákia David Guba - Svájc Admir Mehmedi - Svájc Steven Zuber |

## Lásd még
- 2010-es U19-es labdarúgó-Európa-bajnokság

## Külső hivatkozások
- Selejtező fordulók az uefa.com oldalán.